# Falco araeus
Il gheppio delle Seychelles (Falco araeus Oberholser, 1917) è un uccello falconiforme della famiglia dei Falconidi. È endemico delle Seychelles ed è l'unica specie di rapace che nidifica su queste isole. Nella lingua dei creoli delle Seychelles viene detto katiti a causa del forte grido che emette.

## Descrizione
È la più piccola tra le specie di gheppio: è lungo soltanto 18–23 cm ed ha un'apertura alare di 40–45 cm. Le ali sono piuttosto corte e arrotondate. Nel maschio le regioni superiori sono di un color bruno-rossastro marcato da macchie nere, mentre quelle inferiori, prive di chiazze, sono color camoscio. La testa e il groppone sono grigio-azzurro scuro. La coda è grigio-azzurra con barre nere. Il becco è scuro e i piedi e la cera sono gialli. Le femmine sono molto simili ai maschi nell'aspetto, ma sono un po' più grandi e hanno toni più pallidi. Gli esemplari immaturi hanno la testa striata di marrone, macchie sul petto e la punta della coda marroncina.

## Biologia
Il gheppio delle Seychelles viene comunemente avvistato nelle foreste, nelle boscaglie e sui terreni agricoli, nonché nei pressi di pareti rocciose e abitazioni. Cattura raramente le prede in volo, preferendo rimanere in attesa su un posatoio elevato e cogliere la preda al balzo, piombando su di essa dall'alto e catturandola. Le lucertole, in special modo gechi diurni verdi (Phelsuma) e scinchi (Mabuya), costituiscono il 92% della sua dieta; il resto è costituito da piccoli uccelli, rane, ratti e insetti.
Il territorio di nidificazione, il più piccolo tra tutti quelli degli uccelli rapaci, ricopre appena 40 ettari. La nidificazione avviene tra agosto e ottobre. Il nido è situato su una rupe, un albero o un edificio. È costituito da un semplice incavo non foderato da alcun genere di materiale. In esso vengono deposte due o tre uova; queste ultime, bianche e ricoperte da picchiettature marroni, vengono incubate per 28–31 giorni. I piccoli si involano dopo 35–42 giorni e rimangono con i genitori per altre 14 settimane.

## Conservazione
Rimangono in tutto 800 esemplari di gheppio delle Seychelles e questo uccello viene classificato tra le specie vulnerabili. Le covate delle coppie che nidificano in pianura hanno un tasso di fallimento molto elevato, del 70-80%. Probabilmente in passato questa specie si riproduceva su tutte le isole granitiche delle Seychelles centrali, ma attualmente esistono siti di cova solamente su Mahé, Silhouette, North Island, Praslin e alcune isolette adiacenti. Su Praslin la specie è stata reintrodotta nel 1977.
Le cause che hanno portato alla sua diminuzione sono da imputare alla distruzione dell'habitat dovuta alla deforestazione, allo sviluppo delle aree urbane e agli incendi, ma anche alla predazione e alla competizione da parte di specie introdotte. Ratti, gatti e barbagianni comuni hanno notevolmente ridotto il numero delle lucertole da cui dipende l'alimentazione dei gheppi e inoltre predano uova e pulcini. I barbagianni e le maine comuni hanno pure occupato gran parte dei siti di nidificazione disponibili.
La persecuzione umana è ora molto rara. In passato, però, i gheppi venivano uccisi poiché gli abitanti ritenevano che catturassero i polli e che fossero presagio di morte.